# Ясна Поляна (зупинний пункт)
Ясна Поля́на — пасажирський залізничний зупинний пункт Запорізької дирекції Придніпровської залізниці.
Розташований біля однойменного села у Василівському районі Запорізької області між роз'їздом Орлянка (10 км) та станцією Каховське Море (5 км).
На з.п Ясна Поляна зупиняються приміські потяги сполученням «Запоріжжя — Енергодар — Запоріжжя».